# Moravany nad Váhom
Moravany nad Váhom (bis 1927 slowakisch Moravany, ungarisch Moraván) ist eine Gemeinde in der Westslowakei. Sie liegt im Waag-Tal am Fuße des Gebirges Považský Inovec im Donauhügelland, 5 km von Piešťany entfernt.

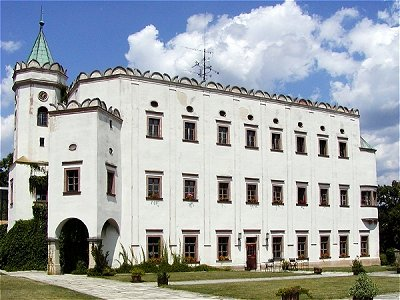
Das Schloss Moravany

Der Ort wurde 1348 zum ersten Mal schriftlich als „Marwan“ erwähnt. Im heutigen Gemeindegebiet liegt eine bekannte archäologische Ausgrabungsstätte der jüngeren Altsteinzeit. Diese Siedlung der Mammutjäger (des Pavloviens) erlangte internationale Berühmtheit, als hier 1938 die „Venus von Moravany“ gefunden wurde. Bei dieser Venusfigurine handelt es sich um eine 7,6 cm große Statuette aus Mammutelfenbein, die auf ein Alter von etwa 22.800 Jahren datiert wurde.

Spätere Siedlungsspuren stammen aus der jungsteinzeitlichen Lengyel-Kultur.

## Bevölkerung
| Jahr                | 1994 | 2004     | 2014     | 2024    |
| ------------------- | ---- | -------- | -------- | ------- |
| Anzahl der Personen | 1803 | 2041     | 2330     | 2505    |
| Unterschied         |      | +13,20 % | +14,15 % | +7,51 % |

| Jahr                | 2023 | 2024    |
| ------------------- | ---- | ------- |
| Anzahl der Personen | 2485 | 2505    |
| Unterschied         |      | +0,80 % |

## Sehenswürdigkeiten
- Klassizistische römisch-katholische Kirche des Heiligen Martin von Tours, das älteste Gebäude des Ortes. Das Seitenschiff ist auf den Fundamenten einer romanischen Kirche aus dem 13. Jahrhundert aufgebaut.
- Das barockisierte Renaissance-Schloss Moravany aus dem 16. Jahrhundert, das sich seit Mitte des 19. Jahrhunderts bis zur Vertreibung nach dem Zweiten Weltkrieg im Eigentum und Besitz der Grafen Zedtwitz von Moravan und Duppau befand.

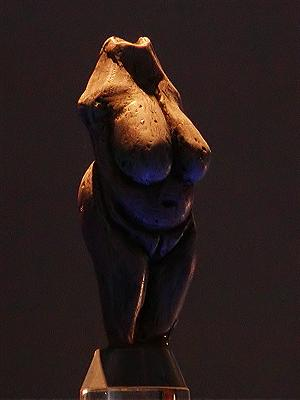
Die Venus von Moravany im Slowakischen Nationalmuseum in Bratislava